# Баев, Пётр Семёнович
Пётр Семёнович Баев (род. 26 августа 1929) — советский хоккеист, защитник. Мастер спорта СССР.
Житель блокадного Ленинграда. Награждён медалью «За оборону Ленинграда».
Провёл шесть сезонов (1953/54 — 1958/59) в армейской команде Ленинграда.